# شالاتيلي
شَلتِلّي أو الكَشْكَشيّة أو المُكَشْكَشة (Scialatelli، شالاتيلي) هي نوع من المعكرونة الإيطالية القصيرة  التي تشبه إلى حد ما معكرونة فيتوتشيني أو لنغويني، وهي ذات قطع عرضي مستطيل سميك. وهي معكرونة تقليدية من مطبخ كمبانية الحديث، وقد نشأت على ساحل أمَلفي كطبق مميز ومُختار للطهاة،  ولكن انتشرت أيضا في المناطق المجاورة مثل قلورية وبزلكاتة (على التوالي، في مدينة قطنصار وبتنسة).